# Saint-Génis-des-Fontaines
Saint-Génis-des-Fontaines é uma comuna francesa na região administrativa da Occitânia, no departamento dos Pirenéus Orientais. Estende-se por uma área de 9.90 km², com 2.836 habitantes, segundo o censo de 2018, com uma densidade de 290 hab/km².